# Омар Ібрагім Галаванжи
Омар Ібрагім Галаванджи (араб. عمر ابراهيم غلاونجي, англ. Omar Ibrahim Ghalawanji, нар. 1954 рік) — сирійський політик, виконувач обов'язків прем'єр-міністра Сирії з 6 по 9 серпня 2012 року, після втечі Ріяда Фаріда Хіджаба.

## Біографія
Народився в 1954 році в сунітській сім'ї, що мешкала в Тартусі. В 1978 році отримав ступінь в галузі цивільного будівництва в Тішрінському університеті.
1978—2000 — заступник голови міської ради Латакії.
1997—2000 — директор Спільного житлового закладу, член Консультативного комітету Ради міністрів житлового будівництва арабської і Ради директорів Товариства Договірних арабських держав Союзу.
6-9 серпня 2012 — виконував обов'язки Прем'єр-міністра Сирії.